# Bruinbuikwaaierstaart
De bruinbuikwaaierstaart (Rhipidura hyperythra) is een zangvogel uit de familie Rhipiduridae (waaierstaarten).

## Verspreiding en leefgebied
Deze soort is endemisch in Nieuw-Guinea en telt twee ondersoorten:
- R. h. hyperythra: westelijk en centraal Nieuw-Guinea, Japen en de Aru-eilanden.
- R. h. castaneothorax: het Huon-schiereiland en zuidoostelijk Nieuw-Guinea.

## Status
De grootte van de populatie is niet gekwantificeerd maar de soort wordt omschreven als vrij algemeen. Op de Rode lijst van de IUCN heeft deze soort de status niet bedreigd.